# Bruckhausen

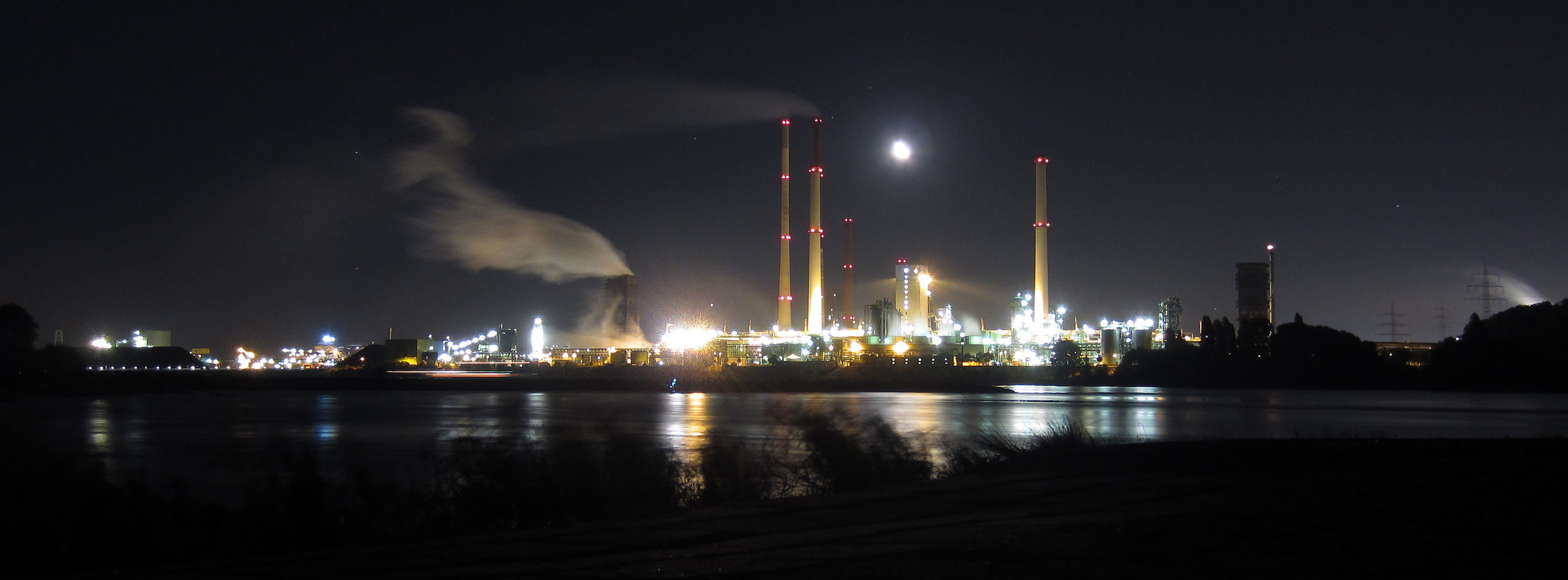
Cokesfabriek Schwelgern GmbH in Duisburg-Bruckhausen (2012)

Bruckhausen is een wijk binnen de stad Duisburg in Duitsland. Tot 1929 was Bruckhausen onderdeel van de zelfstandige gemeente Hamborn. Bruckhausen had in de laatste volkstelling van de wijken in het Ruhrgebied het laagste oppervlak aan leefruimte per inwoner, het hoogste aandeel arbeiders en het hoogste aantal buitenlanders. De enige staalfabriek van Noordrijn-Westfalen staat in Bruckhausen.

## Vernieuwde pleinen en straten

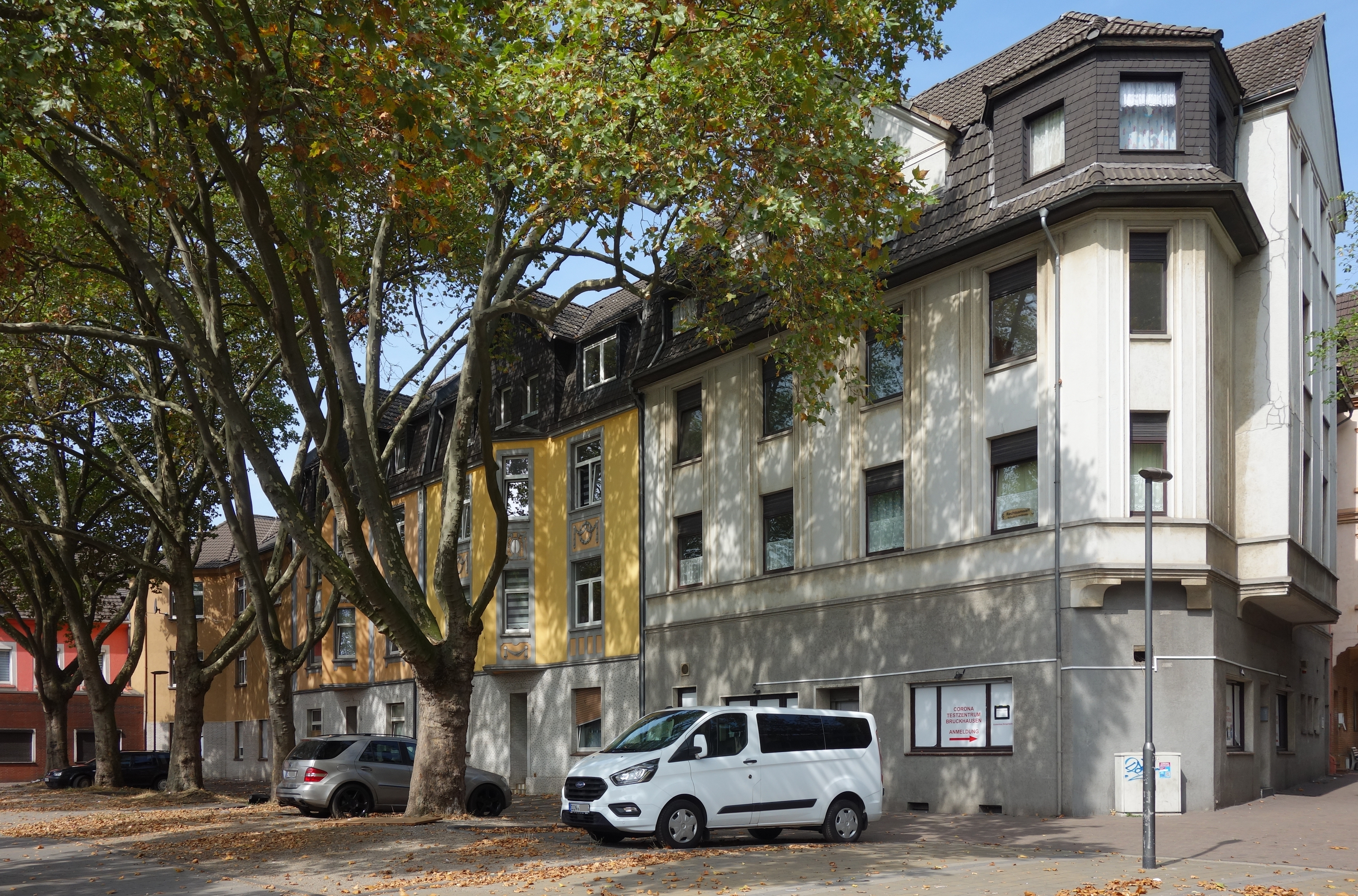
Wilhelmplatz (noordelijk deel)
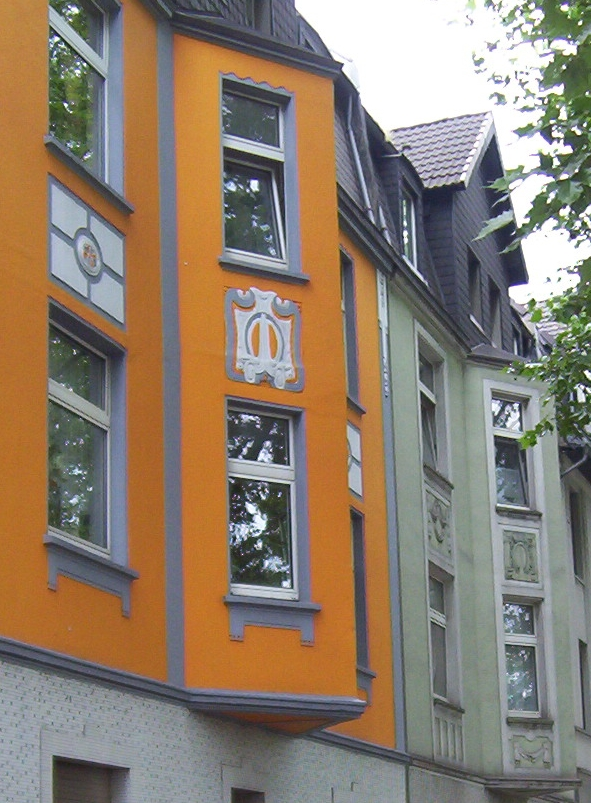
Wilhelmplatz: erker
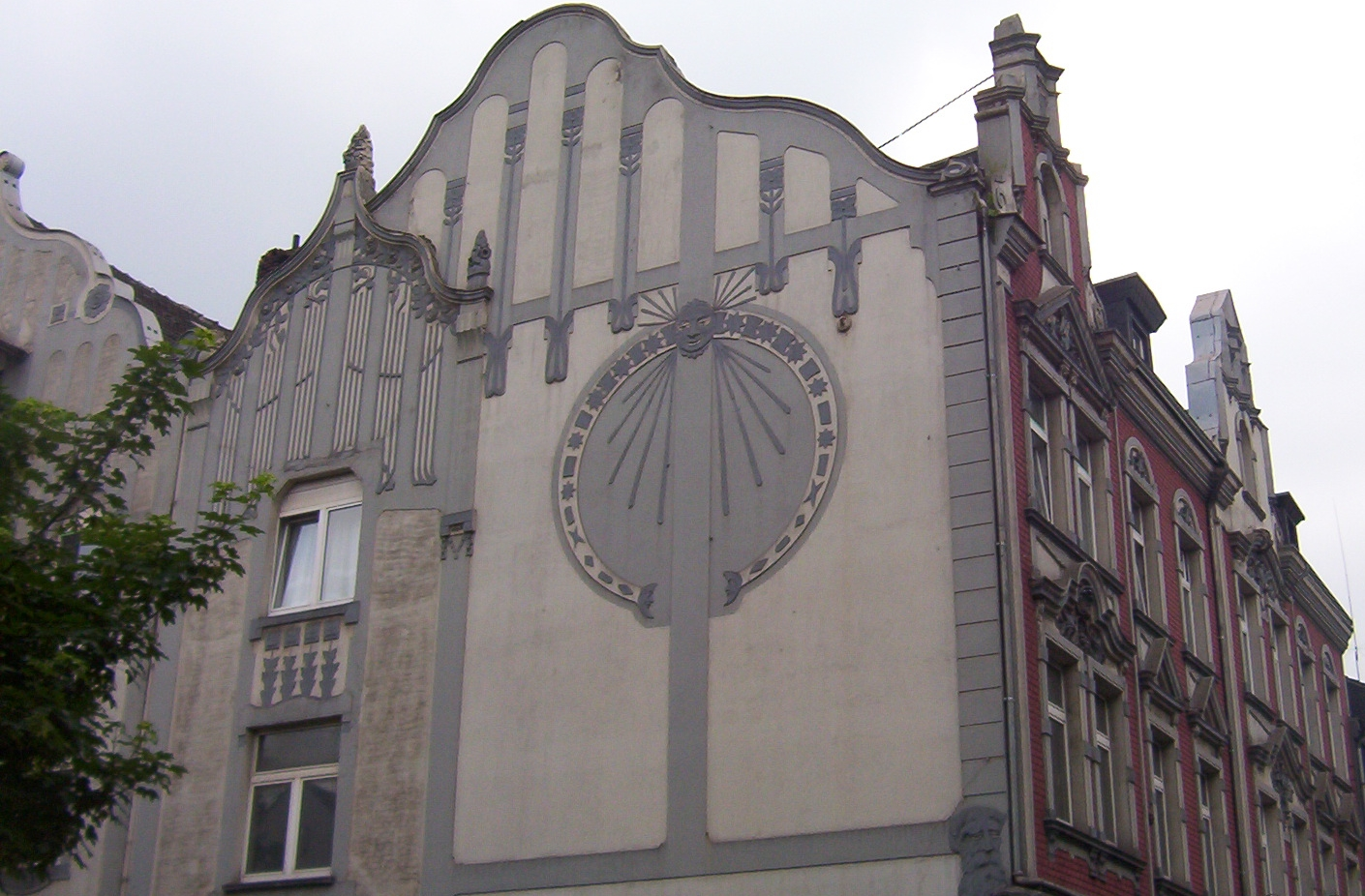
Wilhelmplatz (art-nouveaugevel)
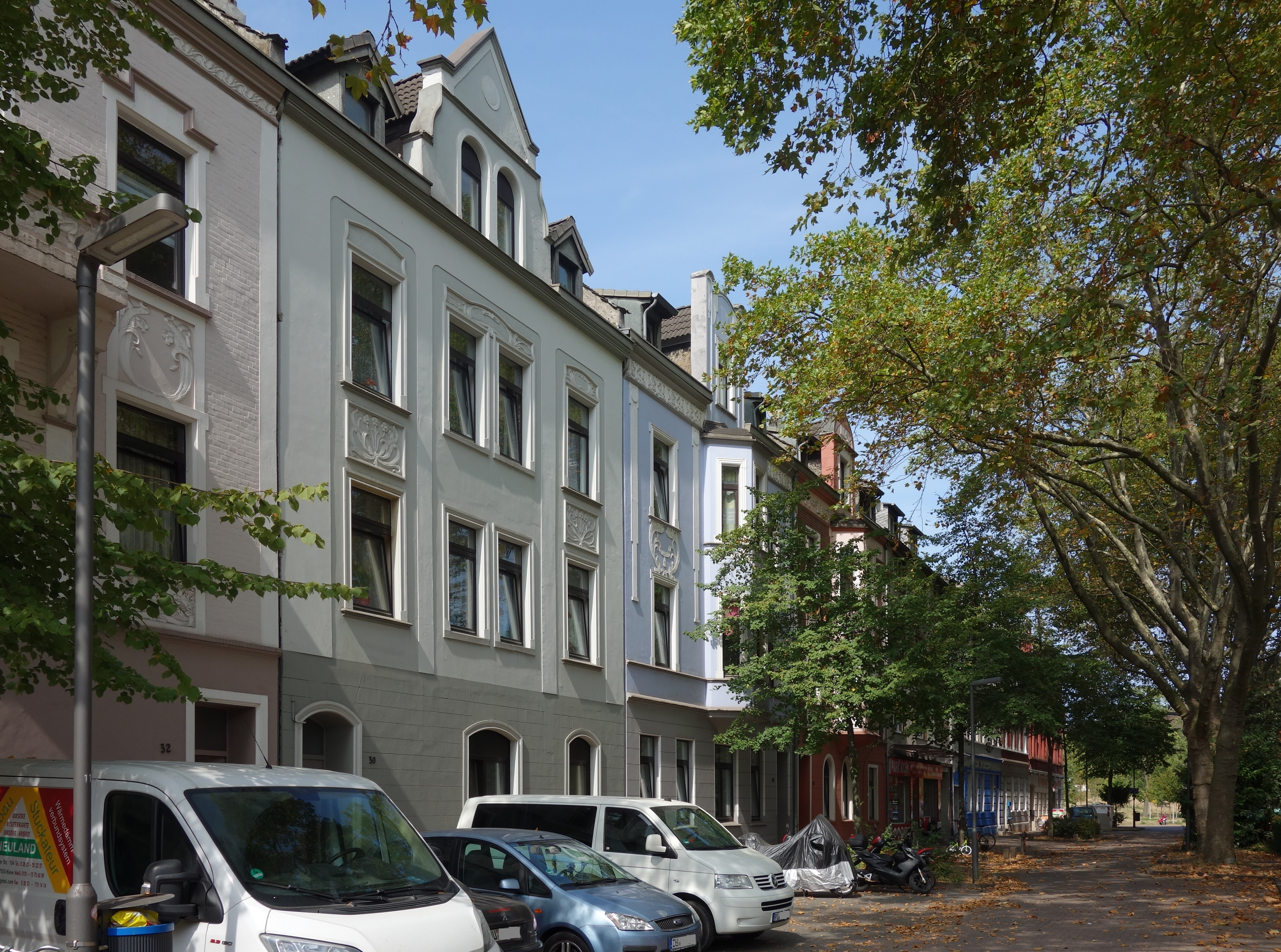
Heinrichplatz (art-nouveauhuizenrij)
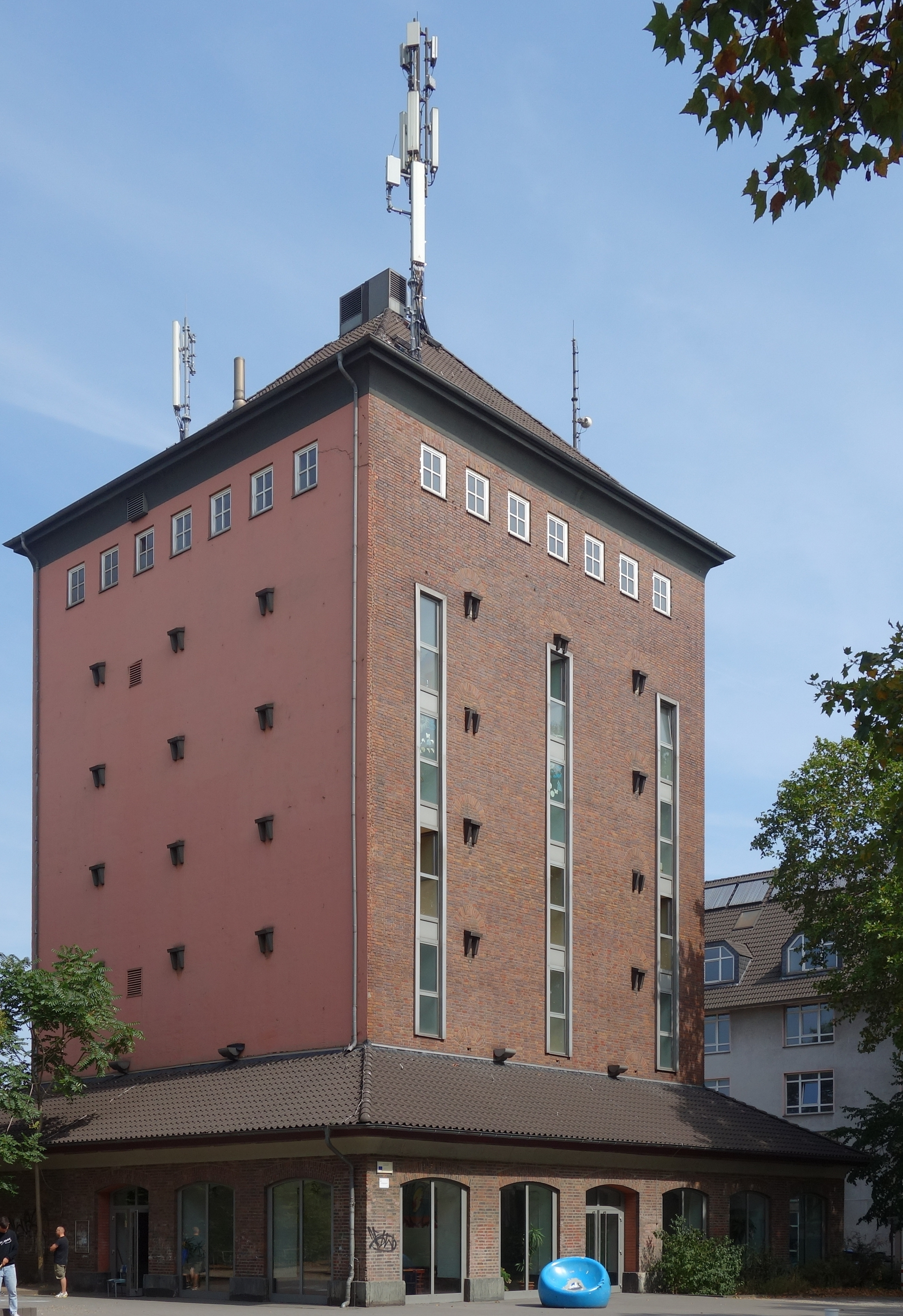
Heinrichplatz (Kulturbunker)
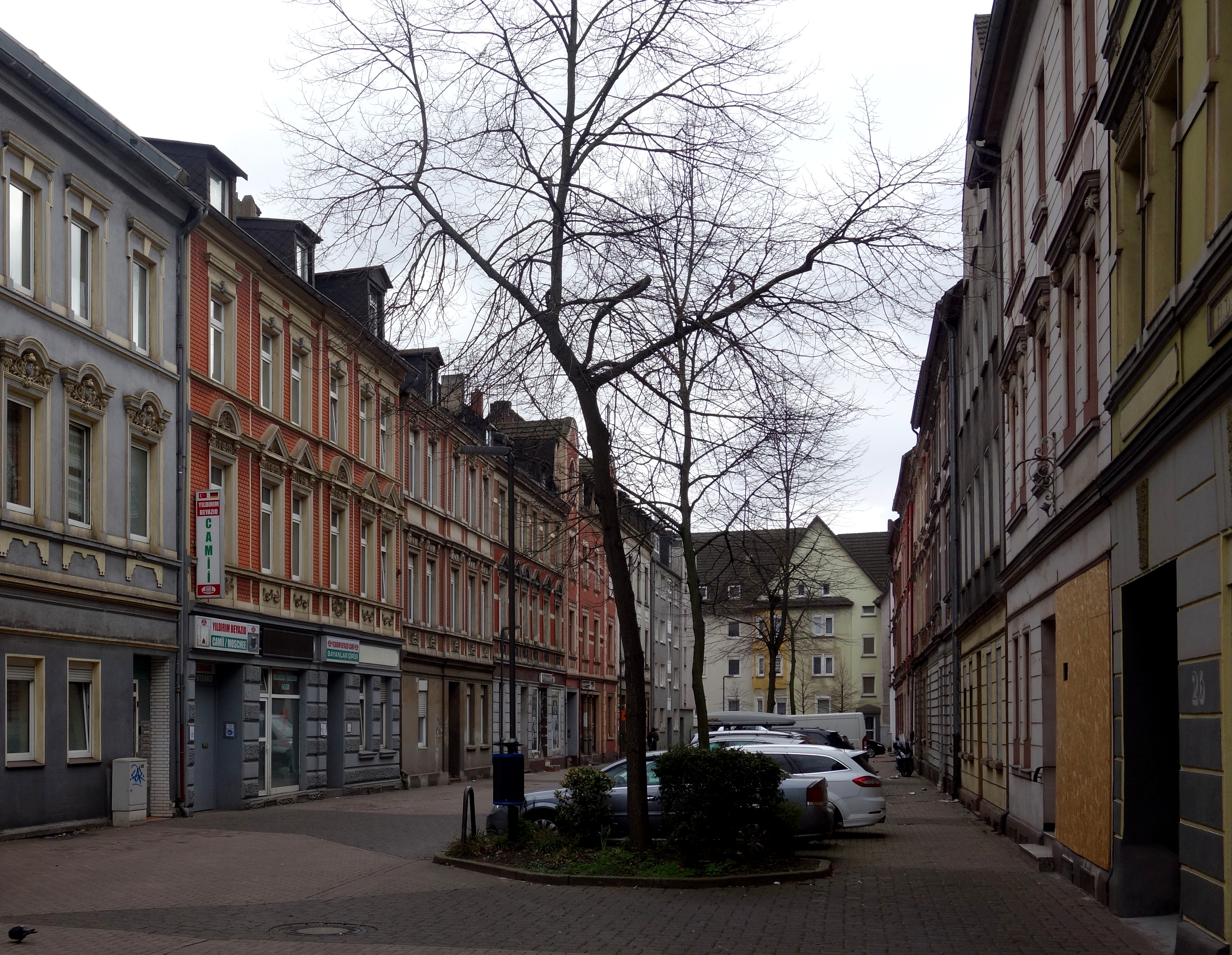
Reinerstraße
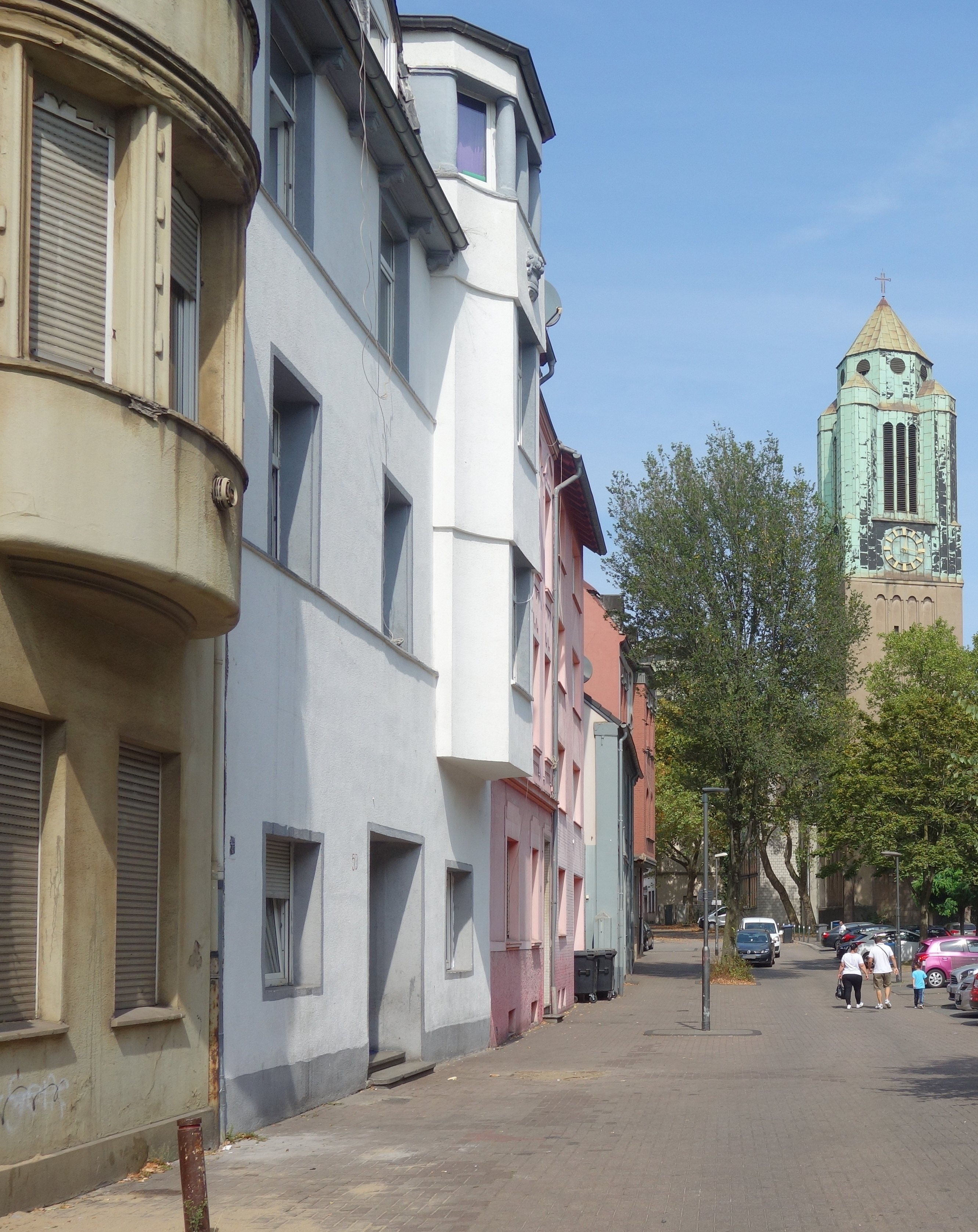
Schulstraße
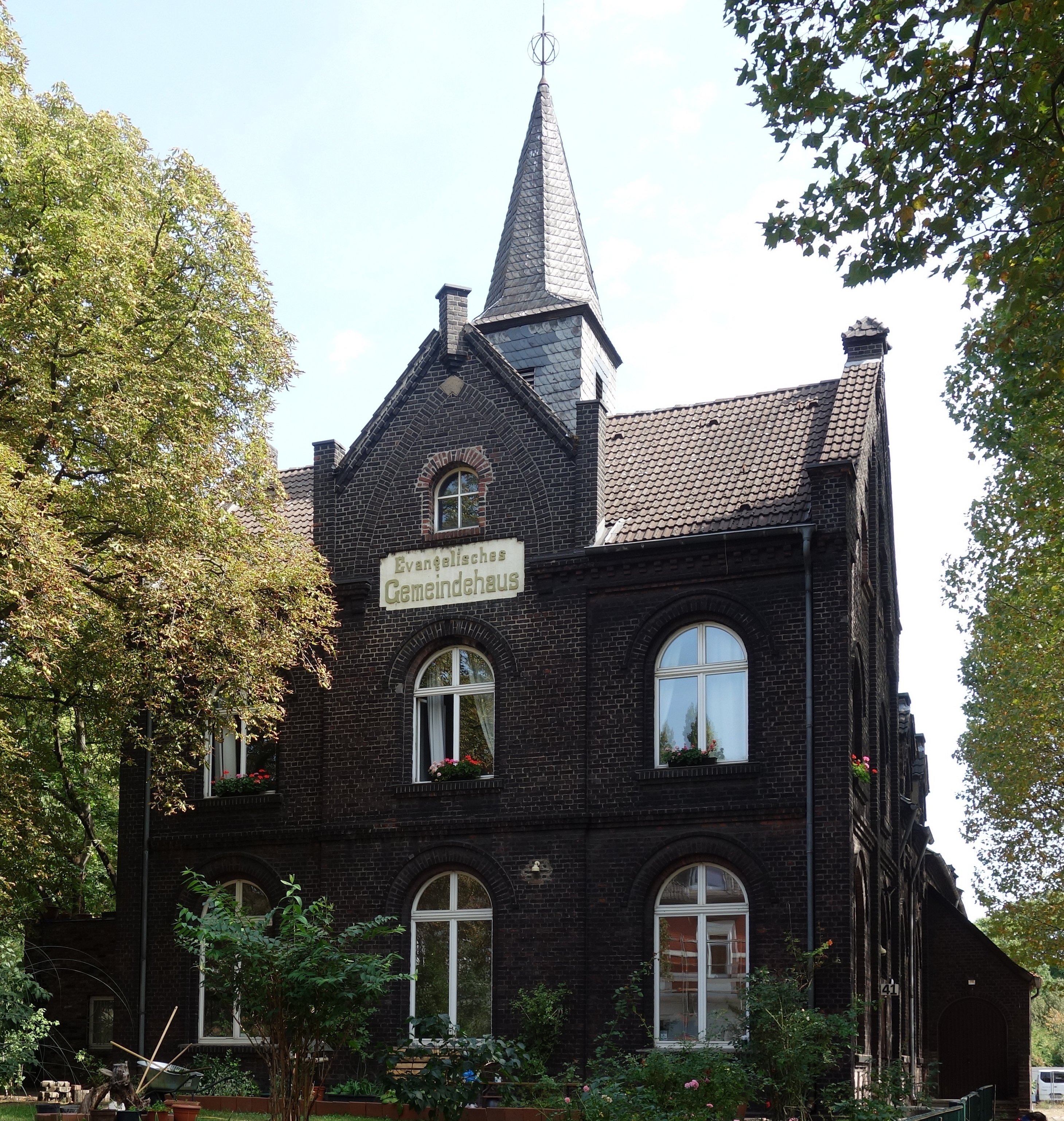
Schulstraße (protestants gemeenschapscentrum)
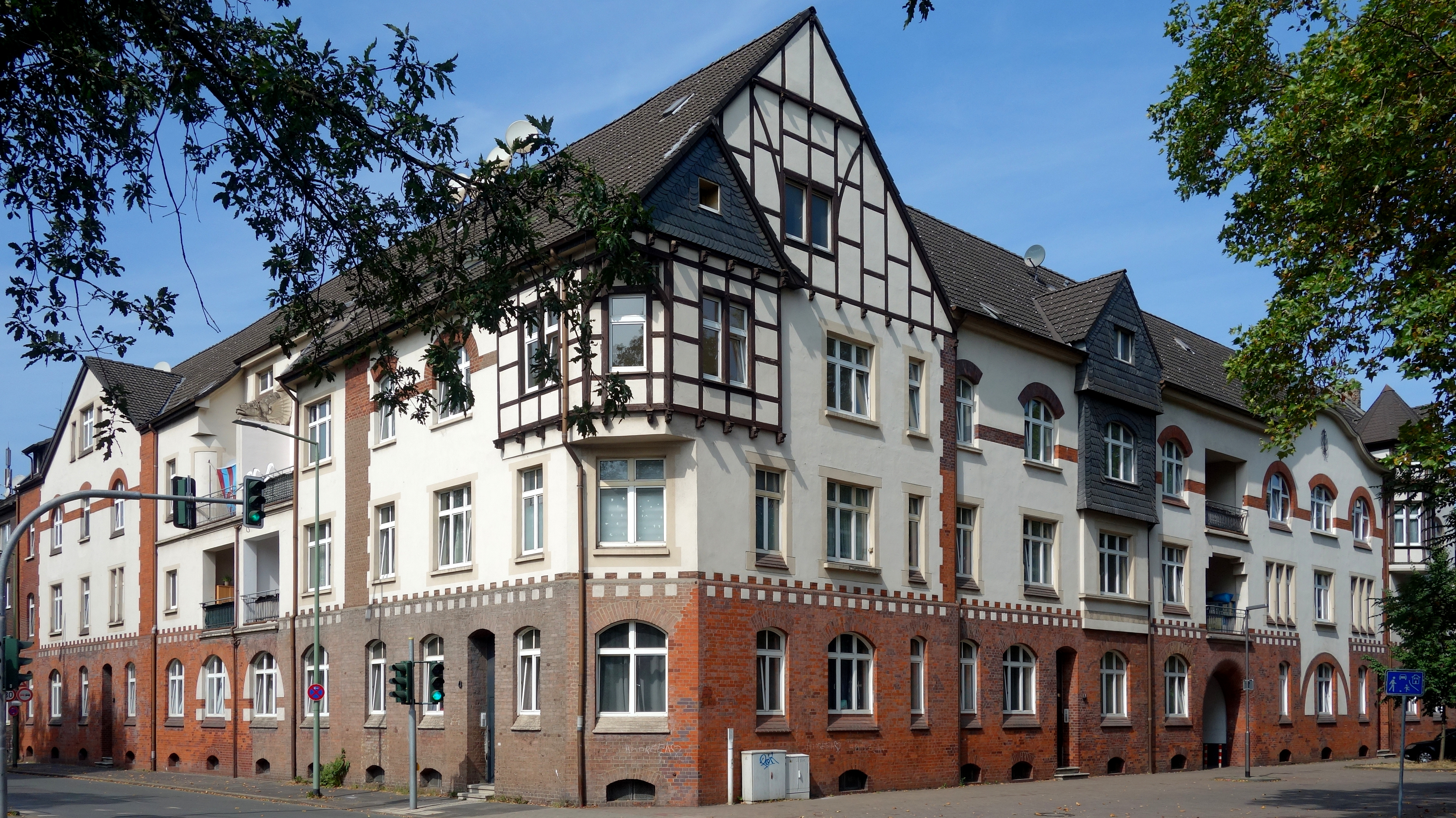
Schulstraße/Dieselstraße (Steigerheim)
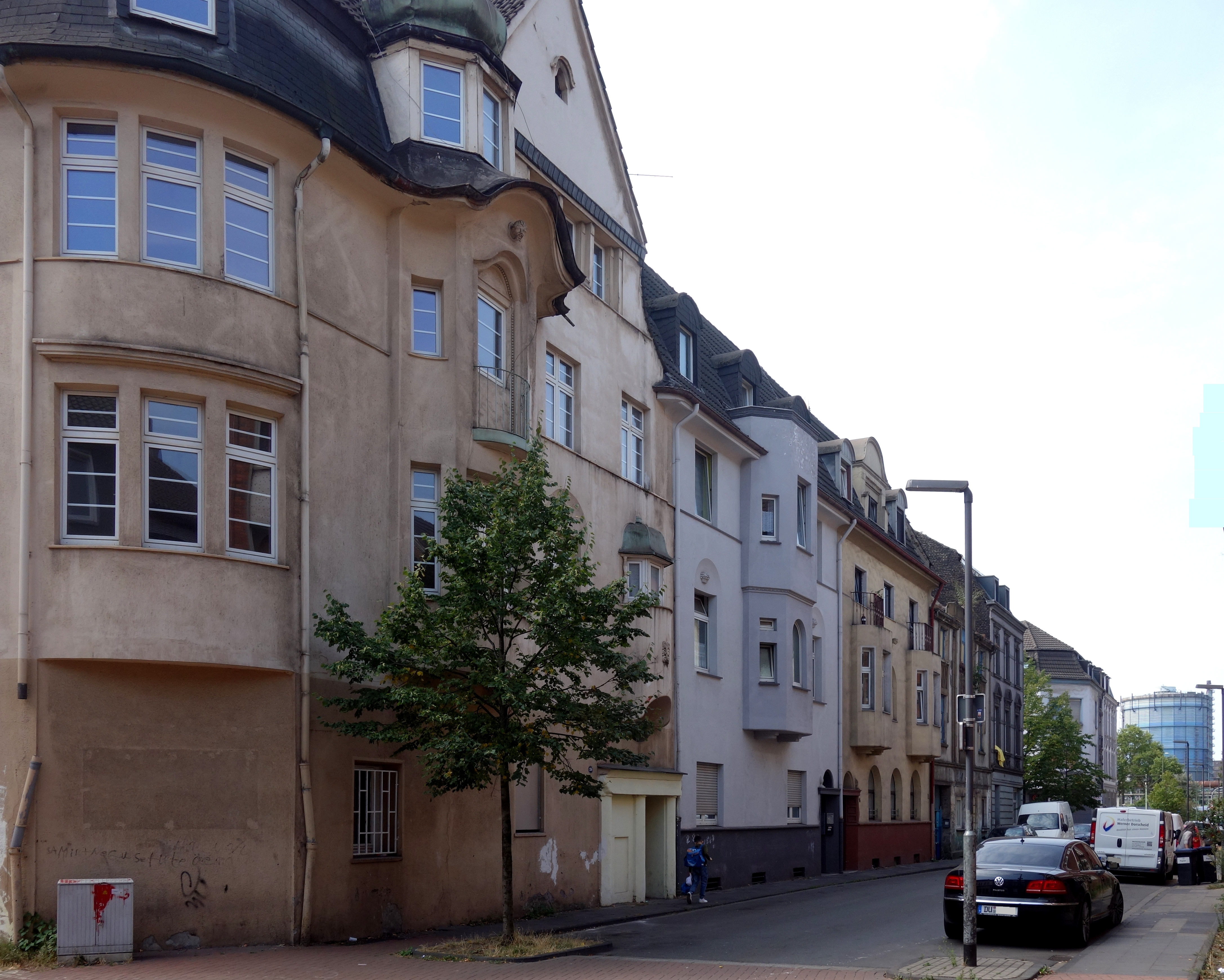
Dieselstraße
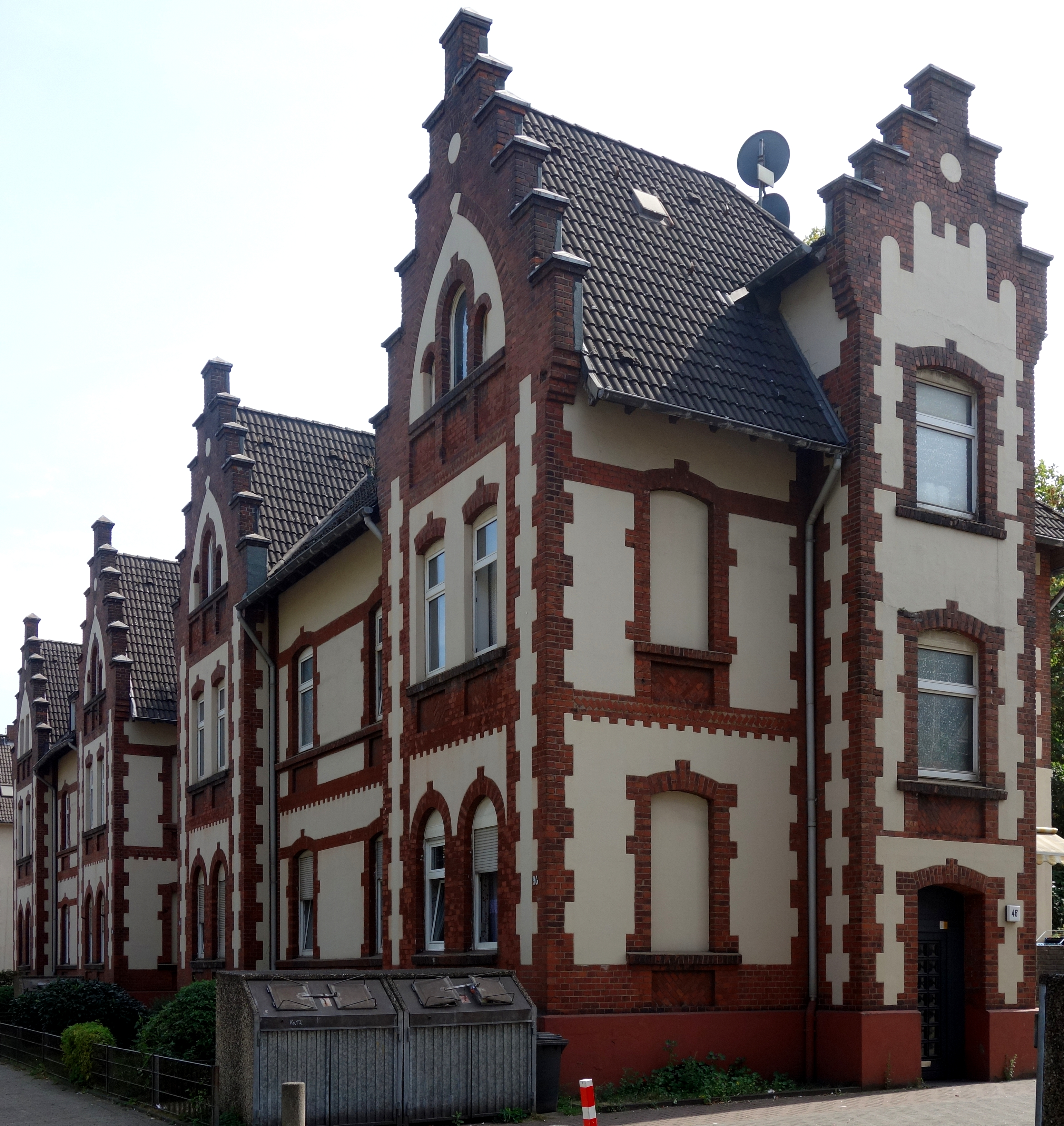
Dieselstraße (huizen met trapgevels)
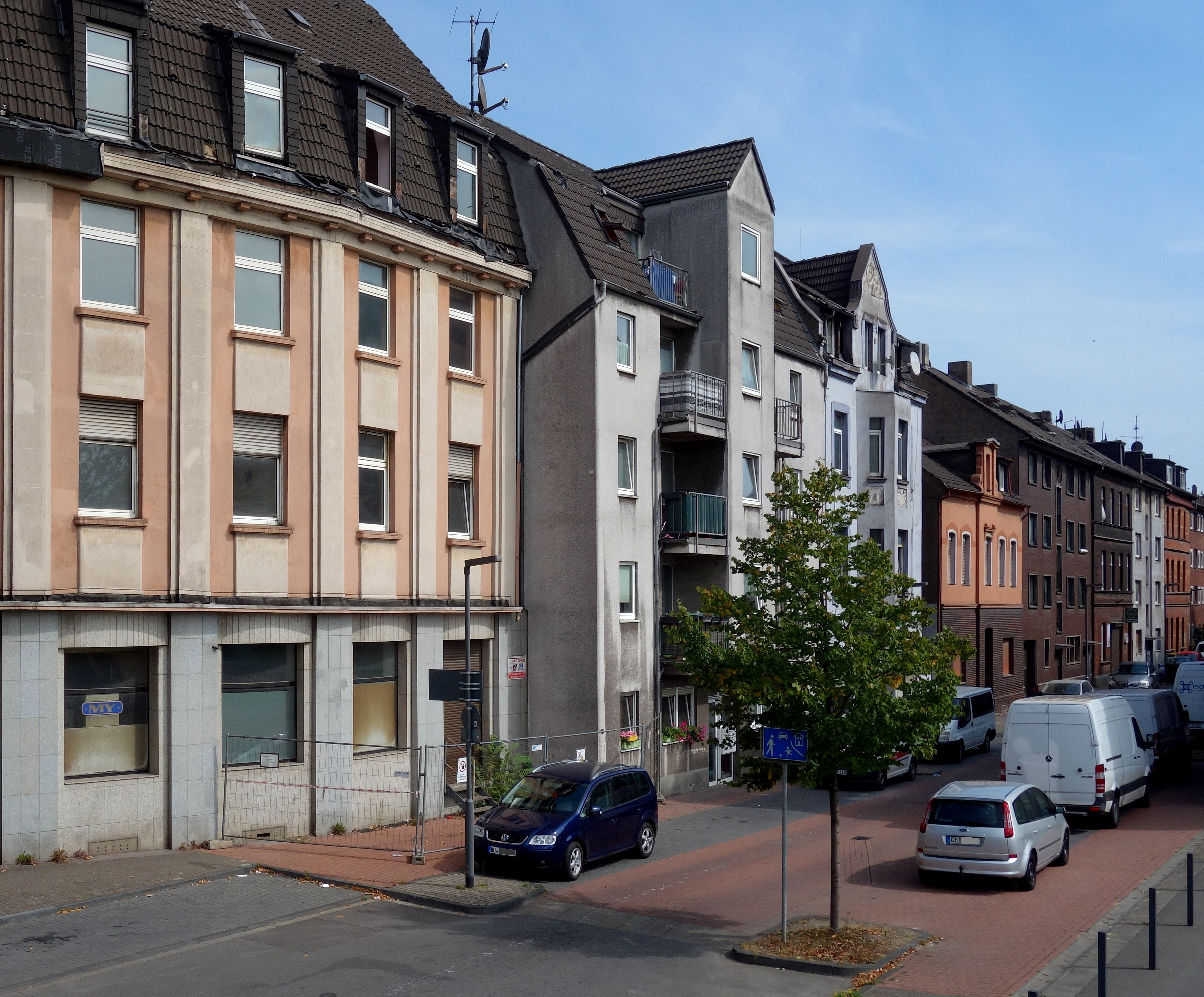
Eilperhofstraße
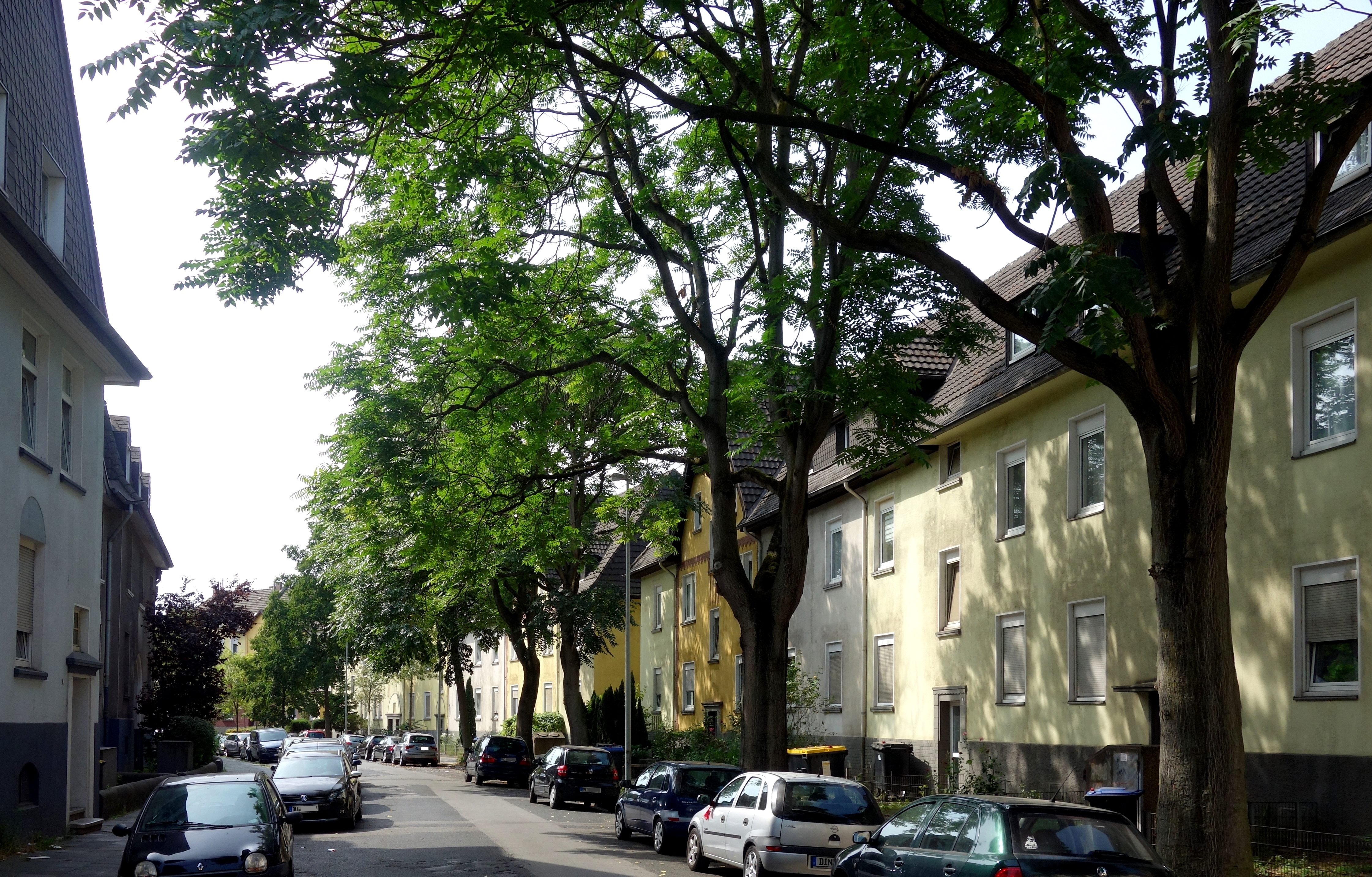
Ottokarstraße
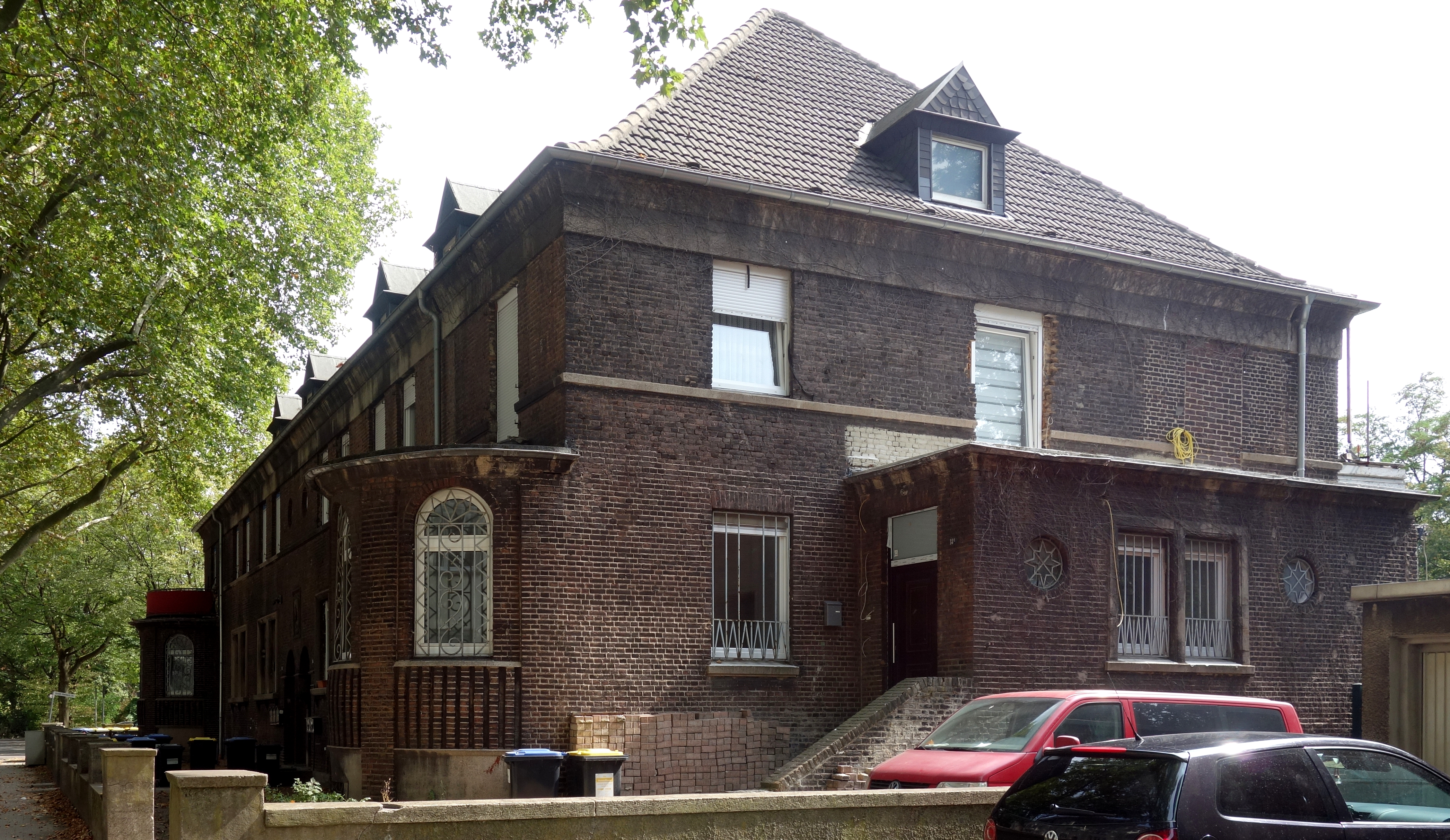
Kronstraße (villa van de voormalige directeur)
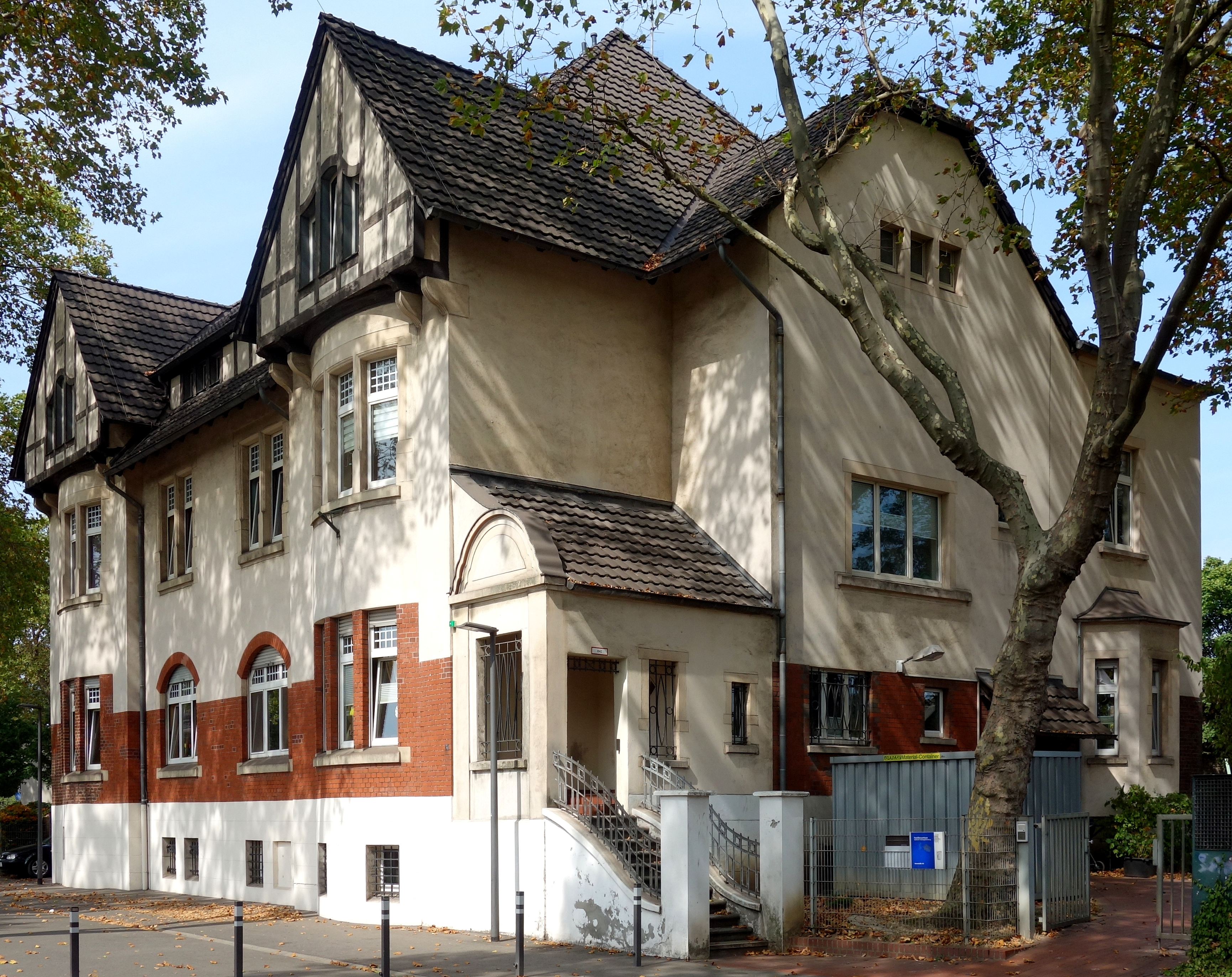
Kronstraße (voormalige ambtenarenwoning)
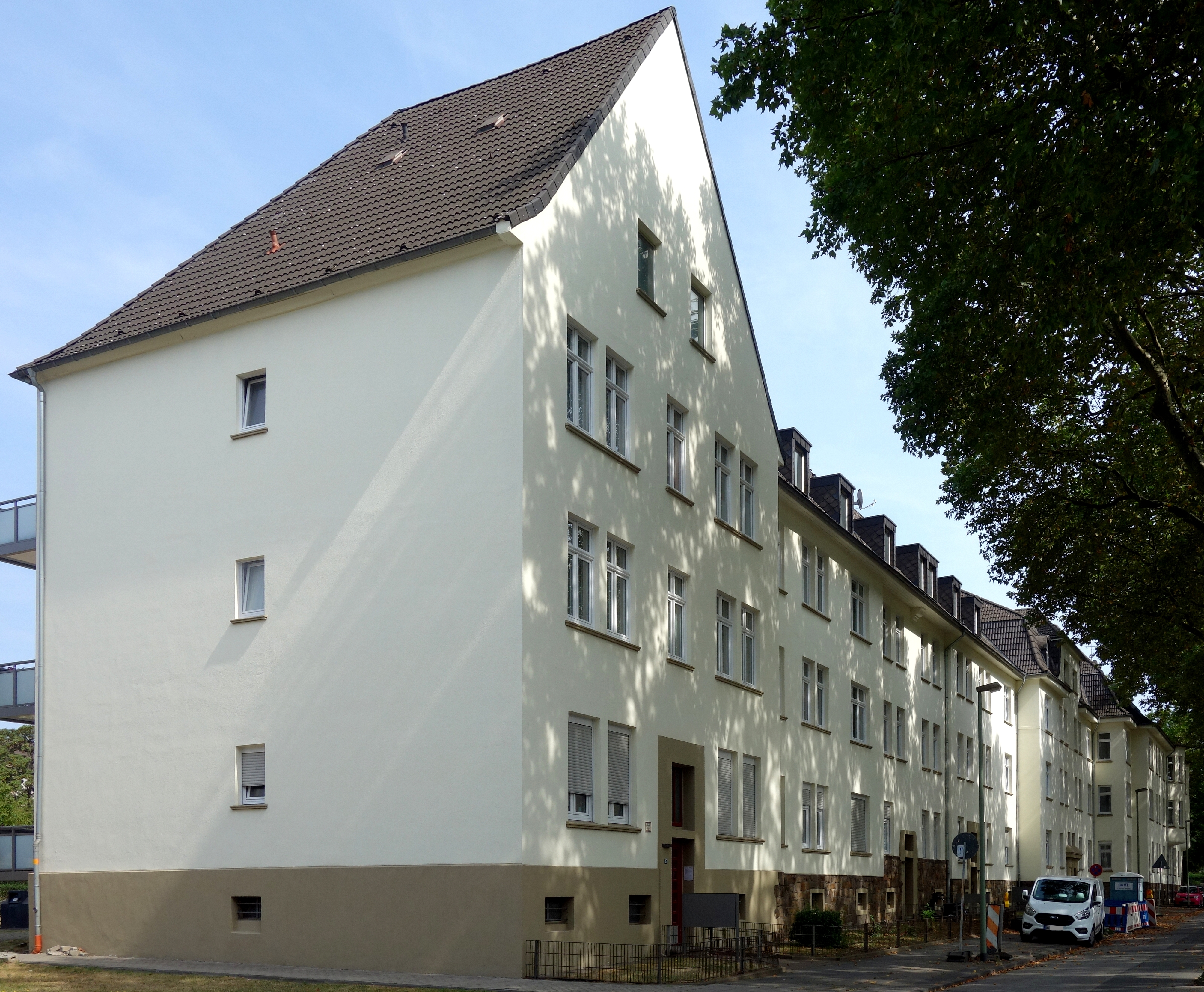
Kronstraße (voormalige ambtenarenappartementen)

Stadtbezirke: Duisburg-Mitte · Duisburg-Süd · Hamborn · Homberg/Ruhrort/Baerl · Meiderich/Beeck · Rheinhausen · Walsum

Wijken: Aldenrade · Altstadt · Baerl · Beeck · Beeckerwerth · Bergheim · Bissingheim · Bruckhausen · Buchholz · Dellviertel · Duissern · Fahrn · Friemersheim · Großenbaum · Alt-Hamborn · Hochemmerich · Hochfeld · Hochheide · Homberg · Huckingen · Hüttenheim · Kaßlerfeld · Laar · Marxloh · Meiderich · Mündelheim · Neudorf · Neuenkamp · Neumühl · Obermarxloh · Overbruch · Rahm · Rheinhausen-Mitte · Röttgersbach · Ruhrort · Rumeln-Kaldenhausen · Ungelsheim · Alt-Walsum · Vierlinden · Wanheim-Angerhausen · Wanheimerort · Wedau · Wehofen